# Rudolf Fahlbusch
Rudolf Fahlbusch (Hannover, 14 de julho de 1940) é um neurocirurgião alemão.
Fahlbusch estudou medicina a partir de 1960 em Göttingen e Munique e em 1966 na Universidade de Munique, onde obteve o título de Doutor em Medicina. Completou a especialização como neurocirurgião com Frank Marguth em Munique, graduando-se em 1976. Obteve a habilitação em 1977, tornou-se professor associado da Universidade de Munique em 1980 e, a partir de 1982, foi professor titular de neurocirurgia na Universitätsklinikum Erlangen e chefe da clínica neurocirúrgica. Depois de aposentar-se foi diretor do Centro de Neurocirurgia Endócrina do Instituto Internacional de Neurociência em Hannover em 2005 e também foi diretor do Intraoperative MRI desde 2007.
Recebeu a Medalha Fedor Krause de 2009.